# Эш, Франц-Рудольф
Франц-Рудольф Эш (нем. Franz-Rudolf Esch; род. 1 февраля 1960 г.) является профессором кафедры управления брендами и автомобильного маркетинга Международного университета экономики и права «Европейская школа бизнеса» (EBS University), расположенного в г. Эстрих-Винкель, Германия. Кроме того, профессор Эш является академическим директором Института менеджмента в автомобильной промышленности (Automotive Institute for Management) и главой департамента маркетинга Университета EBS, а также директором Института исследования брендов и маркетинговых коммуникаций EBS (ранее г. Гиссен). Также профессор Эш является основателем консалтинговой компании Esch. The Brand Consultants GmbH, Зарлуи.
За свою книгу «Стратегия и техника управления брендами» удостоился учреждённой в 2006 году издательством Handelsblatt совместно с компанией GfK премии им. Георга Берглера за книги в области маркетинга.
Основные области исследовательской работы — бренд-менеджмент, Маркетинговые коммуникации и потребительская психология. Является автором нескольких монографий, автором и соавтором множества научных статей и публикаций в ведущих европейских и мировых журналах.

## Биография
Родился в 1960 г., женат, имеет двух сыновей.
Окончил Саарский университет, Германия (1980—1986).
В 1986—1992 гг. научный сотрудник Института исследования потребительского поведения проф. Вернера Крёбер-Риля. Являлся руководителем исследовательских проектов с участием таких компаний как Procter & Gamble, Ciba-Geigy, Schering, BASF, Jacobs-Suchard, Silit, Underberg, Nielsen и др.
В 1990 г. защитил кандидатскую диссертацию на тему «Экспертная система по оценке печатной рекламы» в Университете Саара. Работа была удостоена первой премии Института эмпирических экономических исследований, премии за научные труды им. Герберта Гросса Немецкого маркетингового союза, а также премии им. Эдуарда Мартина Университета Саара.
В 1996 г. защитил докторскую диссертацию на тему «Реакции рынка на интегрированные коммуникации» в Университете Саара (разрешение на преподавание в области управления предприятием). Финансовая поддержка работы над диссертацией — стипендия Немецкого исследовательского общества.
С 1992 года замещение должности профессора в Университете г. Трира, должности доцента в Университете Саара, университете Санкт-Галлена и университете Инсбрука.
С 1996 по 2010 год ординарный профессор, заведующий кафедрой маркетинга Университета им. Юстуса Либига г. Гиссен, Германия.
С октября 2010 года профессор кафедры кафедры управления брендами и автомобильного маркетинга Международного Университета экономики и права «Европейская школа бизнеса» (EBS University).

## Основные области научных исследований
- исследование маркетинговых коммуникаций (интегрированные коммуникации, воздействие коммуникаций на потребителей, разработка новых концепций коммуникаций, визуальные коммуникации, передача эмоций через маркетинговые коммуникации, электронные коммуникации)[2];
- управление брендами (брендинг, создание брендов и продуктов, расширение брендов, управление корпоративными брендами, измерение силы и стоимости бренда, позиционирование брендов)[2];
- потребительская психология (оформление магазинов, исследование потребительской мотивации, исследование эмоциональных воздействий и процессов, психология зрительных представлений, исследование организации информации в памяти)[2].
- маркетинг в автомобильной промышленности[2].

Большой опыт консультирования предприятий в области стратегии маркетинговых коммуникаций и управления брендами, а также разработка конкретных управленческих решений и контроль их выполнения. Отраслевой охват консультирования — сфера услуг, товары повседневного спроса (FMCG) и товары длительного пользования (durable goods), товары промышленного назначения. Профессор Эш консультирует как относительно небольшие предприятия, так и крупнейшие международные компании.

## Наиболее важные публикации
- Стратегия и техника управления брендами, 6-е издание, Мюнхен 2009[3]
- Стратегия и техника рекламы, 7-е издание, Штутгарт 2010, Соавтор В. Крёбер-Риль[4]
- Современное управление брендами, 4-е издание, Висбаден 2005 (сборник статей)[5]
- Введение в маркетинг, 2-е издание, Мюнхен 2007. Соавторы А. Герман, Х. Затлер[6]
- Поведенческий брендинг, 2-е издание, Мюнхен 2009. Соавторы Т. Томчак, Й. Кернсток, А. Герман[7]
- Воздействие интегрированных коммуникаций, 4-е издание, Висбаден 2006[8]
- Corporate Brand Management, 2-е издание, Висбаден 2006, Соавторы Т. Томчак, Т. Лангнер[9]
- Толковый словарь рекламы, Висбаден 2001, соавторы Г. Беренс, Е. Лейшнер, М. Ноймейер[10]
- Экспертные системы для разработки рекламы, Мюнхен 1994, в соавторстве с В. Кребёр-Рилем (сборник статей)
- Экспертная система оценки печатной рекламы, Гейдельберг, 1990
- Оценка современных условий управления брендами. Учёт рыночных условий: обесценение продуктов и брендов][11]

## Членство в организациях
Профессор Эш является членом учреждённой проф. Крёбер-Рилем (†) Группы по исследованию потребительской психологии в Немецком обществе исследования рекламы.
Является членом рабочей группы Общества Шмаленбаха и членом Ассоциации исследования потребительского поведения (Association for Consumer Research).
В 2001 году провел в Берлине совместно с профессором Грёппель-Кляйн крупнейшую в Европе конференцию в области исследования потребительской психологии (European Association for Consumer Research Conference).
Является вице-президентом Немецкого маркетингового союза.
Является членом жюри премии лучшим брендам Германии Markenaward журнала Absatzwirtschaft и Немецкого маркетингового союза и премии за лучшие маркетинговые коммуникации GWA Effie.
Является председателем жюри научной премии (Wissenschaftspreis) Немецкого маркетингового союза
Является членом советов редакторов нескольких известных научных журналов.
Являлся главой совета по маркетингу концерна Фольксваген (Volkswagen AG).

## Награды
1990: Первая премия Института эмпирических экономических исследований, премия за научные труды им. Герберта Гросса Немецкого маркетингового союза, а также премия им. Эдуарда Мартина Университета Саара.
2004: Книга «Стратегия и техника управления брендами» объявлена Немецким обществом преподавателей менеджмента лучшим учебником года (Best Textbook Award).
2006: Книга «Стратегия и техника управления брендами» удостоена только что учреждённой премии им. Георга Берглера за книги в области управления сбытом .
2007: «Лучшая статья 2006 года» («Best Paper 2006») за статью «Оценка альянсов брендов на примере эскизов упаковки», авторы проф. Франц-Рудольф Эш, доктор Йорн Редлер и Андреа Хонал, статья опубликована в журнале «transfer — Werbeforschung & Praxis». Премия присуждена Немецким рекламным научным обществом (DWG) и Австрийским рекламным научным обществом (WWG).
2007: «Высшая награда Emerald Literati Network за 2007 год» («Emerald Literati Network Highly Commended Award 2007») за статью «Вечны ли бренды? Как представления о бренде и отношения воздействуют на текущие и будущие покупки» («Are brands forever? How brand knowledge and relationships affect current and future purchases»), авторы проф. Франц-Рудольф Эш, проф. Тобиас Лангнер, проф. Бернд Шмитт, доктор Патрик Гойс, статья опубликована в журнале Journal of Product & Brand Management, Volume 2, Issue 2, 2007.